# Sicario (película de 2015)
Sicario es una película estadounidense de crimen y suspense de 2015, dirigida por Denis Villeneuve y escrita por Taylor Sheridan. La cinta está protagonizada por Emily Blunt, Benicio del Toro y Josh Brolin y compitió en la sección oficial del Festival de Cine de Cannes de 2015.
El rodaje de la película comenzó el 30 de junio de 2014 en Albuquerque, Nuevo México. Black Label Media fue la financiera y productora de la película a través de Thunder Road Pictures y Lionsgate. Tuvo un estreno limitado en Estados Unidos el 18 de septiembre de 2015 y posteriormente su estreno general fue el 25 de septiembre de 2015. El 29 de junio de 2018, se estrenó su secuela, Sicario: Day of the Soldado. Ocupa el número 95 en la lista de las 100 mejores películas de acción de todos los tiempos según GQ.

## Sinopsis
Al principio de la cinta se explica que «sicario» significa asesino a sueldo. En la zona fronteriza sin ley que se extiende entre Estados Unidos y México, Kate Macer (Emily Blunt), una idealista agente del FBI, es reclutada por un oficial llamado Matt Graver (Josh Brolin), de la fuerza especial de élite del gobierno, para ayudar en la creciente guerra contra las drogas. Liderados por Alejandro (Benicio del Toro), un asesor enigmático con un pasado cuestionable, el equipo se embarca en un viaje clandestino, forzando a Kate a cuestionar todo en lo que ella cree con el fin de sobrevivir.

## Argumento
En Chandler, Arizona, los agentes del FBI Kate Macer y Reggie Wayne lideran una redada en una presunta casa franca del Cartel de Sonora, donde descubren docenas de cadáveres en descomposición y una trampa explosiva que mata a dos agentes de policía. Después de la redada, el jefe de Kate la recomienda para un grupo de trabajo conjunto del Departamento de Justicia y el Departamento de Defensa, encabezado por el oficial de la CIA SAC/SOG Matt Graver y el reservado Alejandro Gillick, para detener al teniente del Cartel de Sonora, Manuel Díaz. Con la seguridad de que el grupo de trabajo llevará ante la justicia a los responsables del incidente de la casa segura, Kate se une a la operación.
El equipo, que incluye a operadores del SFOD-D, alguaciles adjuntos de los Estados Unidos y personal de la CIA, viajan a Ciudad Juárez, México, para extraditar al hermano y secuaz de Manuel Díaz, Guillermo Díaz. Al regresar a los Estados Unidos, el equipo se involucra en un tiroteo con hombres armados del cártel en la frontera, matando a los hombres armados mientras pone en peligro a los civiles cercanos, lo que sorprende a Kate. Alejandro tortura a Guillermo en suelo estadounidense y se entera de que el cartel usa un túnel cerca de Nogales, Sonora,  para introducir drogas de contrabando en los Estados Unidos. Reggie y Kate comienzan a cuestionar los métodos ilegales del grupo de trabajo, lo que obliga a Matt a revelar que su objetivo no es detener a Díaz, sino interrumpir sus operaciones de drogas lo suficiente como para que su jefe, el elusivo narcotraficante del Cartel de Sonora, Fausto Alarcón, lo convoque de regreso a México. Siguiendo a Díaz, planean llevar a Alarcón ante la justicia.
Más tarde, el equipo allana un banco utilizado por los lavadores de dinero de Díaz y congela sus cuentas. Kate y Reggie quieren usar sus hallazgos de la redada para montar un caso legal contra Díaz, pero se les ordena retirarse para no poner en peligro la operación. Aun así, Kate entra al banco, a pesar de la advertencia de Matt de no entrar, y le pregunta al gerente. Más tarde esa noche, Reggie le presenta a Kate a Ted, un amigo y oficial de policía local. Tras beber y bailar, Ted seduce a Kate y ésta invita a Ted a su apartamento para tener intimidad, sólo para darse cuenta de que está trabajando con el cartel. Ted intenta estrangular a Kate cuando ésta lo rechaza y ataca, pero Alejandro aparece de repente y lo somete apuntándole a la cabeza con su arma. Alejandro y Matt usaron a Kate como cebo, sabiendo que el cartel la atacaría después de que tontamente se permitió que la vieran en la redada bancaria. Después de que Alejandro tortura a Ted y Matt amenaza con encarcelarlo y lastimar a su familia, Ted revela los nombres de otros oficiales que también trabajan para Díaz.
El equipo pronto se entera de que Díaz está siendo llamado a México y se prepara para asaltar el túnel. Matt verifica además que la participación de Kate y Reggie es simplemente una necesidad técnica, ya que operar con el FBI otorga a la CIA cobertura  legal para operar en suelo estadounidense. Reggie le advierte a Kate que se vayan, pero ella insiste en unirse a la redada para aprender más sobre la verdadera naturaleza de la operación. En el extremo mexicano del túnel, Kate ve a Alejandro secuestrando a uno de los mensajeros de drogas de Díaz: un policía mexicano corrupto llamado Silvio. Kate intenta arrestar a Alejandro, pero él le dispara directo a su chaleco antibalas para incapacitarla y luego se marcha con Silvio. Kate luego se da cuenta de que Alejandro es un asesino de la CIA que opera con el grupo de trabajo para involucrar y eliminar a Alarcón, y que nunca hubo un plan para llevar a Alarcón ante la justicia a través de métodos ejecutados legalmente.
Kate luego se enfrenta con enojo a Matt, quien después de someterla, finalmente explica que la operación es parte de un plan definitivo para eliminar toda la competencia de los cárteles, lo que resultará en un solo cártel que Estados Unidos podrá controlar fácilmente. Alejandro, abogado y exfiscal colombiano que trabajaba para el Cártel de Medellín, fue contratado para asesinar a Alarcón como parte de este objetivo final. Los motivos de Alejandro también son personales, ya que Alarcón ordenó el brutal asesinato de su esposa y su hija. En México, Alejandro obliga a Silvio a llevarlo a Díaz, mata a Silvio y luego obliga a Díaz a seguir conduciendo hacia Alarcón. Al llegar a la finca de Alarcón, Alejandro (con la ayuda de la vigilancia remota del grupo de trabajo) mata a Díaz y a los guardias de la finca. Alejandro se enfrenta a Alarcón y su familia en la mesa del comedor mientras éstos cenaban; cuando Alarcón le pide a Alejandro que no le dispare frente a sus dos hijos, Alejandro los asesina a ambos y a su esposa sin piedad antes de dispararle a él dos veces, matándolo en el acto.
Al día siguiente, Alejandro aparece en el apartamento de Kate y la obliga a punta de pistola a firmar una declaración, confirmando que toda la operación fue legal. Tras firmar, Alejandro le sugiere irse de ese lugar y mudarse a un pueblo pequeño ya que esa zona ahora es «tierra de lobos». Cuando él se va, ella le apunta con la pistola, pero no se atreve a apretar el gatillo. De regreso en Nogales, la viuda de Silvio mira el partido de fútbol de su hijo, que es interrumpido brevemente por el sonido de disparos lejanos.

## Reparto
- Emily Blunt como Kate Macer.[4]
- Benicio del Toro como Alejandro Gillick.[5]
- Josh Brolin como Matt Graver.[6]
- Jon Bernthal como Ted.[7]
- Victor Garber como Dave Jennings.
- Daniel Kaluuya como Reggie Wayne.[8]
- Maximiliano Hernández como Silvio.[9]
- Jeffrey Donovan como Steve Forsing.[10]
- Julio Cedillo como Fausto Alarcón.[11]
- Edgar Arreola como Guillermo.
- Raul Trujillo como Rafael.
- Bernardo P. Saracino como Manuel Díaz.
- Lora Martínez-Cunningham como Jacinta.

## Producción

### Desarrollo
El 6 de diciembre de 2013, se anunció que Denis Villeneuve dirigiría un drama sobre la frontera mexicana, Sicario, con guion de Taylor Sheridan, el cual estaría financiado por Black Label y con la producción a cargo de Thunder Road Pictures. También se informó que Basil Iwanyk produciría la película junto a Molly Smith, Trent Luckinbill y Thad Luckinbill.

### Casting
El 2 de abril de 2014, Emily Blunt estaba en negociaciones finales para unirse a la película interpretando a la protagonista, Kate Macer, una policía de Tucson, Arizona, que viaja a través de la frontera de México para realizar el seguimiento de un narcotraficante. Más tarde, el 4 de abril, Benicio del Toro también se unió al reparto de la película. El 6 de mayo de 2014, Lionsgate adquirió los derechos para la película, mientras que Lionsgate Internacional estaría a cargo de la comercialización exterior. El 23 de mayo de 2014, se anunció que Roger Deakins sería el encargado de la fotografía en la nueva cinta de Villeneuve, luego de haber trabajo anteriormente en Prisoners, película de 2013. El 29 de mayo de 2014, Jon Bernthal se unió al reparto de la película en el personaje de Ted. El 30 de mayo de 2014, Josh Brolin se unió a la película para interpretar a Matt Graver. El 24 de junio de 2014, Maximiliano Hernández se unió al reparto para interpretar a Silvio. El 21 de julio de 2014, Jeffrey Donovan se unió al reparto de la película para interpretar a Steve Forsing.

### Rodaje

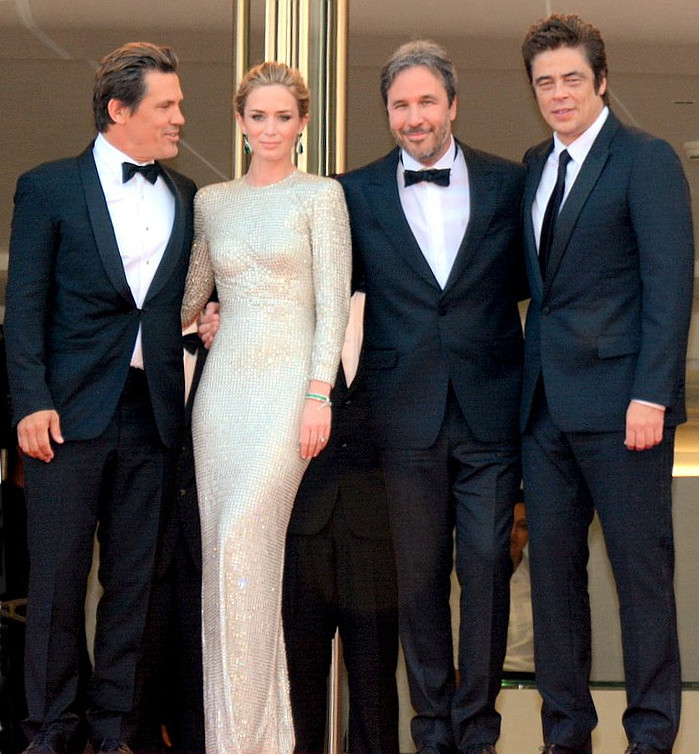
Josh Brolin, Emily Blunt, Denis Villeneuve y Benicio del Toro en el Festival de Cine de Cannes de 2015.

El rodaje comenzó el 30 de junio de 2014 en Albuquerque, Nuevo México, y en varias ciudades como  Los Lunas, White Sands, Nuevo México  y El Paso, Texas. Luego se trasladó a México, donde se rodó en Ciudad de México, Ciudad Neza y Veracruz.

### Música
El 27 de agosto de 2014, Jóhann Jóhannsson fue contratado para componer la música para la película.

## Estreno
El 23 de febrero de 2015, Lionsgate dio a conocer la fecha de lanzamiento de la película para Estados Unidos, siendo ésta el 18 de septiembre de 2015. El estreno fue limitado y la cinta tuvo luego una amplia distribución el 25 de septiembre de 2015.

### Recepción crítica
Sicario se estrenó en el Festival de Cine de Cannes de 2015 con aclamación de la crítica. La película mantiene en la actualidad un 93% de calificación en el sitio web espacializado Rotten Tomatoes, basado en 207 votos, con una puntuación media de 8/10. Hubo aclamación para Villeneuve en la dirección, el guion de Sheridan, la fotografía de Deakins y la actuación de Blunt y del Toro. En el sitio web Metacritic, la película tiene una puntuación de 81 sobre 100 basado en 41 críticas, indicando «aclamación universal».

## Premios y nominaciones
| Premio                                       | Categoría                                           | Receptores                                                                      | Resultado | Ref(s)        |
| -------------------------------------------- | --------------------------------------------------- | ------------------------------------------------------------------------------- | --------- | ------------- |
| Premios Óscar                                | Mejor banda sonora                                  | Jóhann Jóhannsson                                                               | Nominada  | [ 19 ]        |
| Premios Óscar                                | Mejor edición de sonido                             | Alan Robert Murray                                                              | Nominada  | [ 19 ]        |
| Premios Óscar                                | Mejor fotografía                                    | Roger Deakins                                                                   | Nominada  | [ 19 ]        |
| Festival de Cannes                           | Palma de Oro                                        | Denis Villeneuve                                                                | Nominado  | [ 20 ]        |
| Gremio de Productores (PGA)                  | Mejor película                                      | Sicario por Basil Iwanyk, Edward L. McDonnell, Molly Smith                      | Nominados | [ 21 ] [ 22 ] |
| Premios BAFTA                                | Mejor actor de reparto                              | Benicio del Toro                                                                | Nominado  | [ 23 ] [ 24 ] |
| Premios BAFTA                                | Mejor música original                               | Jóhann Jóhannsson                                                               | Nominado  | [ 23 ] [ 24 ] |
| Premios BAFTA                                | Mejor fotografía                                    | Roger Deakins                                                                   | Nominado  | [ 23 ] [ 24 ] |
| Hollywood Film Awards                        | Actor de reparto del año                            | Benicio del Toro                                                                | Ganador   | [ 25 ]        |
| Crítica de Washington D. C.                  | Mejor película                                      | Sicario                                                                         | Nominada  | [ 26 ] [ 27 ] |
| Crítica de Washington D. C.                  | Mejor fotografía                                    | Roger Deakins                                                                   | Nominado  | [ 26 ] [ 27 ] |
| Crítica de Washington D. C.                  | Mejor montaje                                       | Joe Walker                                                                      | Nominado  | [ 26 ] [ 27 ] |
| Crítica de Washington D. C.                  | Mejor banda sonora                                  | Jóhann Jóhannsson                                                               | Ganador   | [ 26 ] [ 27 ] |
| National Board of Review                     | Spotlight Award                                     | Sicario por su visión colaborativa                                              | Ganadora  | [ 28 ]        |
| National Board of Review                     | Top 10                                              | Sicario                                                                         | Ganadora  | [ 28 ]        |
| Premios Satellite                            | Mejor película                                      | Sicario                                                                         | Nominada  | [ 29 ]        |
| Premios Satellite                            | Mejor actor de reparto                              | Benicio del Toro                                                                | Nominado  | [ 29 ]        |
| Premios Satellite                            | Mejor fotografía                                    | Roger Deakins                                                                   | Nominado  | [ 29 ]        |
| Premios Satellite                            | Mejor montaje                                       | Joe Walker                                                                      | Ganador   | [ 29 ]        |
| Premios Satellite                            | Mejor sonido                                        | Sicario                                                                         | Nominado  | [ 29 ]        |
| Crítica de Detroit                           | Mejor película                                      | Sicario                                                                         | Nominada  | [ 30 ] [ 31 ] |
| Crítica de Detroit                           | Mejor actor de reparto                              | Benicio del Toro                                                                | Nominado  | [ 30 ] [ 31 ] |
| Crítica de San Diego                         | Mejor fotografía                                    | Roger Deakins                                                                   | Nominado  | [ 32 ] [ 33 ] |
| Crítica de San Diego                         | Mejor montaje                                       | Joe Walker                                                                      | Nominado  | [ 32 ] [ 33 ] |
| Crítica de San Diego                         | Mejor diseño de sonido                              | Sicario                                                                         | Nominada  | [ 32 ] [ 33 ] |
| Crítica de San Diego                         | Mejor uso de música                                 | Sicario                                                                         | Nominada  | [ 32 ] [ 33 ] |
| Círculo de Críticos de Phoenix               | Mejor música                                        | Jóhann Jóhannsson                                                               | Nominado  | [ 34 ] [ 35 ] |
| Círculo de Críticos de Phoenix               | Mejor película de thriller o misterio               | Sicario                                                                         | Ganadora  | [ 34 ] [ 35 ] |
| Crítica de San Francisco                     | Mejor actor de reparto                              | Benicio del Toro                                                                | Nominado  | [ 36 ] [ 37 ] |
| Crítica de San Francisco                     | Mejor guion original                                | Taylor Sheridan                                                                 | Nominado  | [ 36 ] [ 37 ] |
| Crítica de San Francisco                     | Mejor fotografía                                    | Roger Deakins                                                                   | Nominado  | [ 36 ] [ 37 ] |
| Crítica de San Francisco                     | Mejor montaje                                       | Joe Walker                                                                      | Nominado  | [ 36 ] [ 37 ] |
| Crítica Online de Nueva York                 | Top 10                                              | Sicario                                                                         | Ganadora  | [ 38 ]        |
| Online Film Critics Society                  | Mejor película                                      | Sicario                                                                         | Nominada  | [ 39 ] [ 40 ] |
| Online Film Critics Society                  | Mejor director                                      | Denis Villeneuve                                                                | Nominado  | [ 39 ] [ 40 ] |
| Online Film Critics Society                  | Mejor actor de reparto                              | Benicio del Toro                                                                | Nominado  | [ 39 ] [ 40 ] |
| Online Film Critics Society                  | Mejor guion original                                | Taylor Sheridan                                                                 | Nominado  | [ 39 ] [ 40 ] |
| Online Film Critics Society                  | Mejor montaje                                       | Joe Walker                                                                      | Nominado  | [ 39 ] [ 40 ] |
| Online Film Critics Society                  | Mejor fotografía                                    | Roger Deakins                                                                   | Nominado  | [ 39 ] [ 40 ] |
| Crítica de Chicago                           | Mejor actor de reparto                              | Benicio del Toro                                                                | Ganador   | [ 41 ] [ 42 ] |
| Crítica de Chicago                           | Mejor fotografía                                    | Roger Deakins                                                                   | Nominado  | [ 41 ] [ 42 ] |
| Premios de la Crítica Cinematográfica        | Mejor película                                      | Sicario                                                                         | Nominada  | [ 43 ] [ 44 ] |
| Premios de la Crítica Cinematográfica        | Mejor actriz en una película de acción              | Emily Blunt                                                                     | Nominada  | [ 43 ] [ 44 ] |
| Premios de la Crítica Cinematográfica        | Mejor película de acción                            | Sicario                                                                         | Nominada  | [ 43 ] [ 44 ] |
| Premios de la Crítica Cinematográfica        | Mejor banda sonora                                  | Johann Johannsson                                                               | Nominado  | [ 43 ] [ 44 ] |
| Premios de la Crítica Cinematográfica        | Mejor fotografía                                    | Roger Deakins                                                                   | Nominado  | [ 43 ] [ 44 ] |
| Crítica de Houston                           | Mejor película                                      | Sicario                                                                         | Nominada  | [ 45 ] [ 46 ] |
| Crítica de Houston                           | Mejor actriz                                        | Emily Blunt                                                                     | Nominada  | [ 45 ] [ 46 ] |
| Crítica de Houston                           | Mejor fotografía                                    | Roger Deakins                                                                   | Nominado  | [ 45 ] [ 46 ] |
| Crítica de Houston                           | Mejor póster                                        | Theatrical Poster                                                               | Nominado  | [ 45 ] [ 46 ] |
| Crítica de Florida                           | Mejor fotografía                                    | Roger Deakins                                                                   | Nominado  | [ 47 ]        |
| Crítica de Kansas                            | Mejor película                                      | Sicario                                                                         | Nominada  | [ 48 ]        |
| Crítica de Kansas                            | Mejor director                                      | Denis Villeneuve                                                                | Nominado  | [ 48 ]        |
| Crítica de Kansas                            | Mejor actriz                                        | Emily Blunt                                                                     | Nominada  | [ 48 ]        |
| Crítica de Kansas                            | Mejor actor de reparto                              | Benicio del Toro                                                                | Nominado  | [ 48 ]        |
| Crítica de Kansas                            | Mejor guion original                                | Taylor Sheridan                                                                 | Nominado  | [ 48 ]        |
| Crítica de Las Vegas                         | Mejor película                                      | Sicario                                                                         | Nominada  | [ 49 ]        |
| Crítica de Las Vegas                         | Mejor actriz                                        | Emily Blunt                                                                     | Nominada  | [ 49 ]        |
| Crítica de Las Vegas                         | Mejor fotografía                                    | Roger Deakins                                                                   | Nominado  | [ 49 ]        |
| Crítica de Las Vegas                         | Mejor banda sonora                                  | Jóhann Jóhannsson                                                               | Nominado  | [ 49 ]        |
| Crítica de Austin                            | Mejor actor de reparto                              | Benicio del Toro                                                                | Nominado  | [ 50 ] [ 51 ] |
| Crítica de Austin                            | Mejor guion original                                | Taylor Sheridan                                                                 | Nominado  | [ 50 ] [ 51 ] |
| Crítica de Austin                            | Mejor fotografía                                    | Roger Deakins                                                                   | Nominado  | [ 50 ] [ 51 ] |
| Crítica de Austin                            | Top 10 del año                                      | Sicario                                                                         | 10° lugar | [ 50 ] [ 51 ] |
| Crítica de Londres                           | Mejor actor de reparto                              | Benicio del Toro                                                                | Nominado  | [ 52 ] [ 53 ] |
| Crítica de Londres                           | Mejor actriz británica                              | Emily Blunt                                                                     | Nominada  | [ 52 ] [ 53 ] |
| Crítica de Londres                           | Mejor logro técnico                                 | Diseño de sonido: Tom Ozanich                                                   | Nominado  | [ 52 ] [ 53 ] |
| Asociación de Críticos de Carolina del Norte | Mejor actor de reparto                              | Benicio del Toro                                                                | Nominado  | [ 54 ] [ 55 ] |
| Alianza de Mujeres Periodistas de Cine       | EDA FEMALE FOCUS AWARDS: Actriz de acción           | Emily Blunt                                                                     | Nominada  | [ 56 ] [ 57 ] |
| Asociación de críticos de Ohio Central       | Mejor película                                      | Sicario                                                                         | Nominada  | [ 58 ] [ 59 ] |
| Asociación de críticos de Ohio Central       | Mejor director                                      | Denis Villeneuve                                                                | Nominado  | [ 58 ] [ 59 ] |
| Asociación de críticos de Ohio Central       | Mejor actor de reparto                              | Benicio del Toro                                                                | Ganador   | [ 58 ] [ 59 ] |
| Asociación de críticos de Ohio Central       | Mejor guion original                                | Taylor Sheridan                                                                 | Nominado  | [ 58 ] [ 59 ] |
| Asociación de críticos de Ohio Central       | Mejor fotografía                                    | Roger Deakins                                                                   | Nominado  | [ 58 ] [ 59 ] |
| Asociación de críticos de Ohio Central       | Mejor montaje                                       | Joe Walker                                                                      | Nominado  | [ 58 ] [ 59 ] |
| Asociación de críticos de Ohio Central       | Mejor música original                               | Jóhann Jóhannsson                                                               | Nominado  | [ 58 ] [ 59 ] |
| Editores de Cine de Estados Unidos           | Mejor montaje en una película dramática             | Joe Walker                                                                      | Nominado  | [ 60 ] [ 61 ] |
| Asociación de críticos de Georgia            | Mejor película                                      | Sicario                                                                         | Nominada  | [ 62 ] [ 63 ] |
| Asociación de críticos de Georgia            | Mejor actriz                                        | Emily Blunt                                                                     | Nominada  | [ 62 ] [ 63 ] |
| Asociación de críticos de Georgia            | Mejor actor de reparto                              | Benicio del Toro                                                                | Nominado  | [ 62 ] [ 63 ] |
| Asociación de críticos de Georgia            | Mejor guion original                                | Taylor Sheridan                                                                 | Nominado  | [ 62 ] [ 63 ] |
| Asociación de críticos de Georgia            | Mejor fotografía                                    | Roger Deakins                                                                   | Nominado  | [ 62 ] [ 63 ] |
| Asociación de críticos de Georgia            | Mejor banda sonora                                  | Jóhann Jóhannsson                                                               | Nominado  | [ 62 ] [ 63 ] |
| Gremio de directores artísticos              | Mejor dirección artística en película contemporánea | Patrice Vermette                                                                | Nominada  | [ 64 ] [ 65 ] |
| Crítica de Seattle                           | Mejor película                                      | Sicario                                                                         | Nominada  | [ 66 ] [ 67 ] |
| Crítica de Seattle                           | Mejor director                                      | Denis Villeneuve                                                                | Nominada  | [ 66 ] [ 67 ] |
| Crítica de Seattle                           | Mejor actor de reparto                              | Benicio del Toro                                                                | Ganador   | [ 66 ] [ 67 ] |
| Crítica de Seattle                           | Mejor guion original                                | Taylor Sheridan                                                                 | Nominado  | [ 66 ] [ 67 ] |
| Crítica de Seattle                           | Mejor fotografía                                    | Roger Deakins                                                                   | Nominado  | [ 66 ] [ 67 ] |
| Crítica de Seattle                           | Mejor montaje                                       | Joe Walker                                                                      | Nominado  | [ 66 ] [ 67 ] |
| Crítica de Seattle                           | Mejor sonido                                        | John Reitz, Tom Ozanich, William Sarokin (mezcla); Alan Robert Murray (montaje) | Nominados | [ 66 ] [ 67 ] |
| Crítica de Seattle                           | Mejor música                                        | Jóhann Jóhannsson                                                               | Nominado  | [ 66 ] [ 67 ] |
| Gremio de guionistas (WGA)                   | Mejor guion original                                | Taylor Sheridan                                                                 | Nominado  | [ 68 ] [ 69 ] |
| Gremio de directores de fotografía (ASC)     | Mejor fotografía                                    | Roger Deakins                                                                   | Nominado  | [ 70 ]        |
| Gremio de editores de sonido                 | Mejor montaje de sonido                             | Alan Murray                                                                     | Pendiente | [ 71 ]        |
| Gremio de editores de sonido                 | Mejor montaje de diálogos                           | Alan Murray                                                                     | Pendiente | [ 71 ]        |
| International Cinephile Society              | Mejor actor de reparto                              | Benicio del Toro                                                                | Nominado  | [ 72 ]        |
| Premios Empire                               | Mejor actriz                                        | Emily Blunt                                                                     | Pendiente | [ 73 ]        |
| Premios Empire                               | Mejor película thriller                             | Sicario                                                                         | Pendiente | [ 73 ]        |
| Premios Empire                               | Mejor música                                        | Jóhann Jóhannsson                                                               | Pendiente | [ 73 ]        |
| AACTA International Awards                   | Mejor actriz internacional                          | Emily Blunt                                                                     | Nominada  | [ 74 ]        |
| AACTA International Awards                   | Mejor actor de reparto internacional                | Benicio del Toro                                                                | Nominado  | [ 74 ]        |